# Kraftwerk: 3D
Kraftwerk: 3D je kniha německé elektronické skupiny Kraftwerk.
Kniha je vytvořena v anaglyfové 3D metodě a obsahuje grafiku z alb Autobahn, Radio-Activity, Trans-Europe Express, The Man Machine, Computer World, Techno Pop a Tour de France.
Je vydána v tvrdé vazbě, má 96 stran a je doplněna 3D brýlemi. Kniha byla vydána k příležitosti výstavy trojrozměrných animací, které Kraftwerk používají jako vizuální doprovod na svých koncertech. Výstava proběhla v říjnu až listopadu 2011 v mnichovské galerii Lenbachhaus.